# Ovabunda verseveldti
Ovabunda verseveldti är en korallart som först beskrevs av Benayahu 1990.  Ovabunda verseveldti ingår i släktet Ovabunda och familjen Xeniidae.
Artens utbredningsområde är Röda havet. Inga underarter finns listade i Catalogue of Life.